# Ташиев, Шайырбек Кыдыршаевич
Шаирбек Кыдыршаевич Ташиев— кыргызский политик и государственный деятель, народный депутат «Жогорку Кенеш».

## Биография
Шаирбек Ташиев родился в селе Барпы Сузакского района Джалал-Абадской области.
В 1997 году окончил Джалал-Абадский коммерческий институт по специальности «коммерческая деятельность»;
В 2000 году стал магистром бизнес-управления Академии управления при президенте КР;
В 2011 году окончил Московскую таможенную академию;
В 2000 году начал работать ведущим специалистом международного отдела Джалал-Абадского Государственного Университета;
В 2001 году - ведущий специалист Октябрьского администрации города Бишкек;
С 2001-2003  гг.  - ведущий специалист, главный специалист Государственной комиссии по антимонопольной политике;
С 2003-2013 гг. - инспектор, старший инспектор, главный инспектор, начальник поста, замглавы Джалал-Абадской таможник;
С 2015 - 2021 гг.  - директор ОсОО «Джалал-Абадский нефтеперерабатывающий завод»;
С 2016 -2020 гг. -  депутат Джалал-Абадского городского кенеша;
В 2021 году был избран депутатом Жогорку Кенеша Кыргызской Республики VII созыва от Жалал-Абадского одномандатного округа №14